# Орнек (Кокпектинский район)
Орнек (каз. Өрнек) — упразднённое село в Кокпектинском районе Восточно-Казахстанской области Казахстана. Упразднено в 2017 г. Входило в состав Теректинского сельского округа. Код КАТО — 635067400.

## Население
В 1999 году население села составляло 85 человек (49 мужчин и 36 женщин). По данным переписи 2009 года, в селе проживал 51 человек (30 мужчин и 21 женщина).